# Aria Air

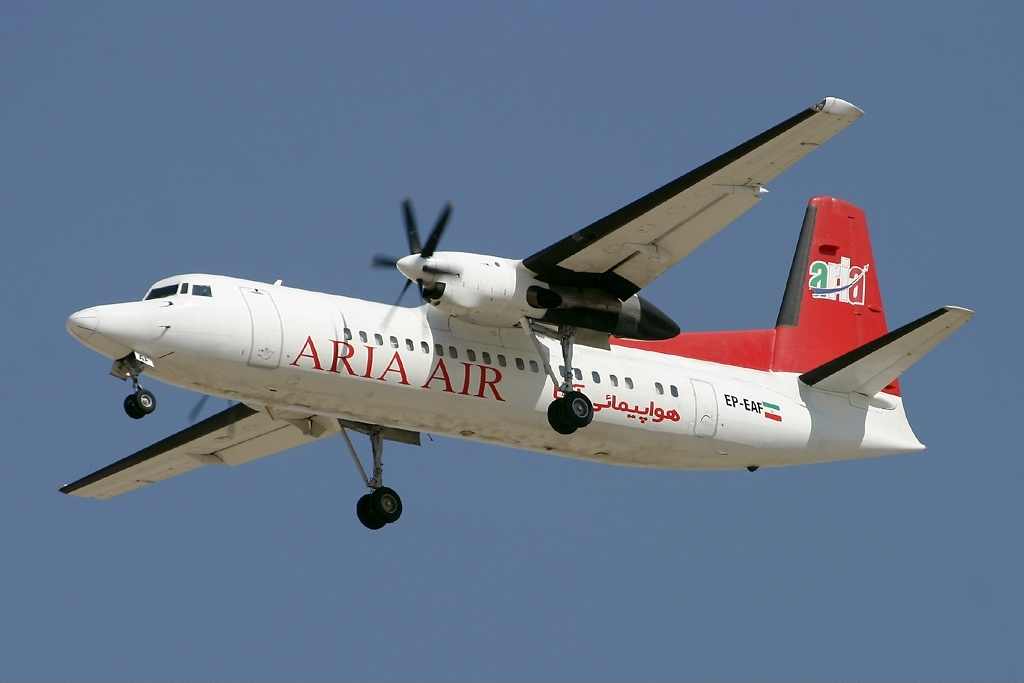
Imagem ilustrativa

Aria Air (em persa: هواپیمایی آریا) foi uma companhia aérea Teerã no Irã. Ela opera rotas domésticas e internacionais de passageiros. Seu principal centro de operação é o Aeroporto Internacional de Mehrabad.

## História
A companhia começou as operações em 2000 como Aria Air Tour. Aria Air foi fundada pelo capitão Asghar Abdollahpour e cpitão Captain Mahdi Dadpei.

## Frota
A frota da Aria Air é composta dos seguintes aviões(Jullho de 2009) :
- 2 Fokker 50 (EP-EAF, EP-EAH)[2]
- 2 Ilyushin Il-62M†[1]
- 3 Tupolev Tu-154M (RA-85720, RA-85761, RA-85786)[2]

† um terceiro Il-62 prefixo UP-I6208, foi retirado de opração em 24 de julho de 2009 devido a se envolver no acidente.

## Acidentes
- Em 13 de novembro de 2000, um Yakovlev foi sequestrado.[4]
- Em 24 de julho de 2009 o Voo Aria Air 1525 com um Ilyushin Il-62M e prefixo UP-I6208,  bateu ao pousar no Aeroporto Internacional de Mashhad, Mashhad, Irã, resultando em 17 mortos, incluindo o executivo da companhia Mehdi Dadpei. Houve 136 sobreviventes e 19 feridos.[2][3][5]